# Symphytum officinale
Symphytum officinale (consuelda) es una especie de planta perenne perteneciente al género Symphytum de la familia Boraginaceae. Es originaria de Europa y es conocida en otros lugares, incluyendo América del Norte, como una especie introducida y, a veces una mala hierba.

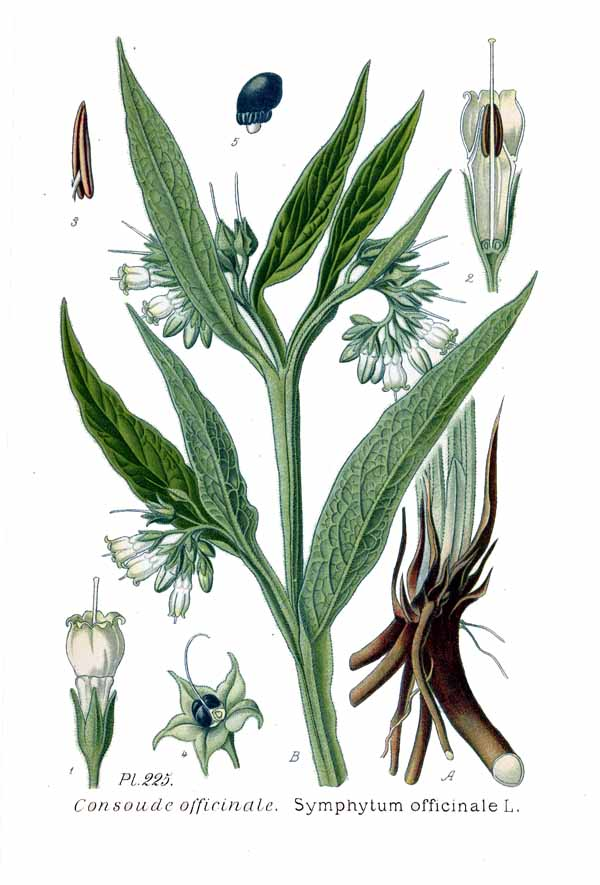
Ilustración

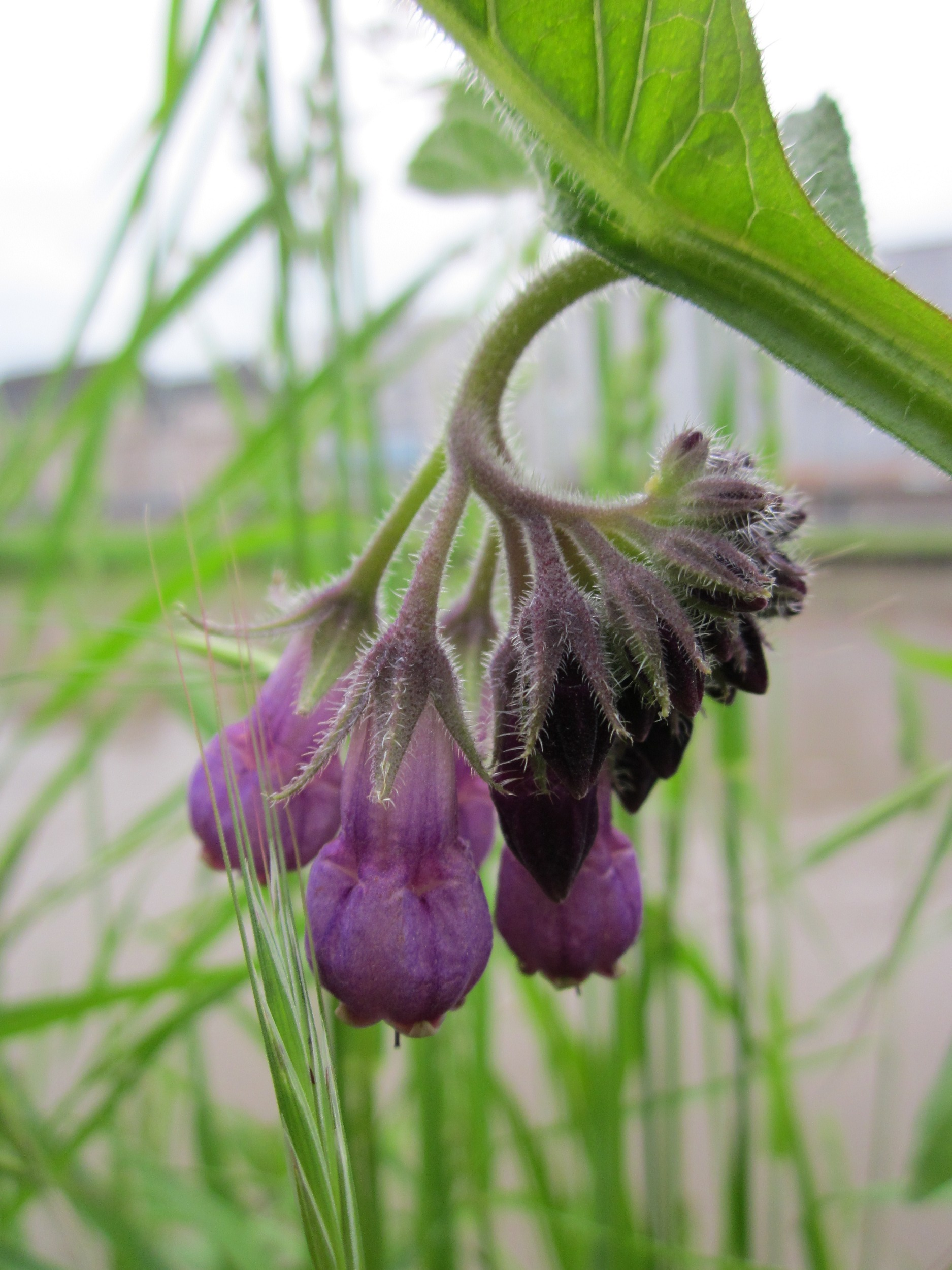
Detalle

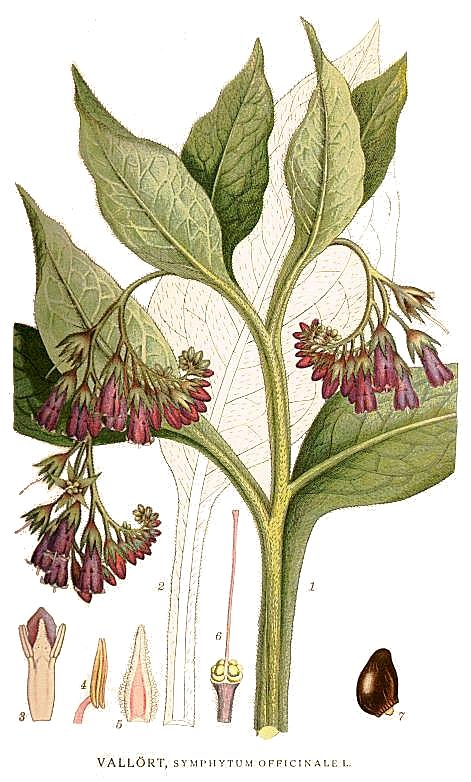
Ilustración

## Descripción
La planta es resistente y puede crecer hasta una altura de 1 m. Flores péndulas y rosadas, hojas grandes y brillantes.

## Usos
Las raíces de Symphytum officinale se han utilizado en la medicina tradicional austríaca internamente (como té o tintura) o externamente (como ungüento, compresas, o la digestión alcohólica) para el tratamiento de trastornos del sistema locomotor y el tracto gastrointestinal. Las hojas y tallos también se han utilizado para el tratamiento de los mismos trastornos, y, además, también para el tratamiento de reumatismo y gota.
La consuelda se ha utilizado en la medicina popular como una cataplasma para el tratamiento de quemaduras y heridas. Sin embargo, el consumo interno, como en forma de tisana, no es recomendable, ya que ha sido muy debatido sobre si puede causar daño grave al hígado.
Contiene alantoína que tiene un efecto cicatrizante, reepitelizante; los mucílagos actúan como demulcente (hidratante, antiinflamatorio); los taninos son astringentes (antidiarreico, hemostático local).
Indicado para el tratamiento de la gastritis, úlceras gastroduodenales, diarreas y síndrome del intestino irritable. En uso tópico: Escoceduras, eccemas secos, prurito, grietas de los senos, ictiosis, psoriasis, distrofia de la mucosa vulvovaginal, parodontopatías, tendinitis, bursitis, inflamaciones osteoarticulares, contusiones, hematomas. Tradicionalmente se empleó para acelerar la consolidación de fracturas.

## Taxonomía
Symphytum officinale fue descrita por Carlos Linneo y publicado en Species Plantarum 1: 136. 1753.
Etimología
Symphytum: nombre genérico que proviene del griego sympho o symphein = "crecer juntos", y phyton = "planta", el nombre symphyton fue utilizado por Dioscórides para la planta llamada consuelda que tenía fama de curar heridas.
officinale: epíteto latino que significa "planta medicinal de venta en herbarios". 

## Nombre común
- Castellano: consuelda (8), consuelda blanca,consuelda mayor (14), consuelda áspera, consólida, consólida mayor, hierba de las cortaduras (2), hierba de los cerdos, lengua de buey, oreha mulo, oreja de asno (4), ricasuelda (2), silbote, sínfito, sínfito mayor, suelda (5), suelda consuelda (3), suelda-consuelda (2), sueldaconsuelda (2), sínfito (3), sínfito mayor, comfrey (en Perú). (El número entre paréntesis indica las especies que tienen este nombre común).[6]